# ダイアナ (企業)
株式会社ダイアナは、東京都渋谷区に本社を構える女性用補整下着、化粧品を主に販売する企業。自社の補整用下着を取り扱うフランチャイズ事業も行っており、店舗数は約750店舗。販売をするブラジャー（フルカップ）の1デザインにおけるサイズ展開数がギネス・ワールド・レコーズより「Most sizes of bra commercially available（ブラジャーのサイズ展開世界一）」にギネス記録として正式に認定されている。認定記録は69サイズ。

## 沿革
- 1986年7月1日 - 創業者 大原 逸男が株式会社ダイアナを京都府京都市に設立
- 1987年
  - 本社を埼玉県与野市（現 さいたま市）に移転
  - 東日本物流センターを設立
- 1991年 - 西日本物流センターを野洲郡野洲町（現 野洲市）に開設
- 1993年 - 東日本物流センターと西日本物流センターを統合し商品本部に改称
- 1994年 - 本社を東京都渋谷区富ヶ谷に移転（現 本社ビル）
- 1997年 - 一般社団法人日本フランチャイズチェーン協会に加盟
- 2010年
  - 戴雅娜美形衣(ダイアナ メイシンイ)股份有限公司(台湾)を設立
  - ダイアナ プロポーションギャラリー銀座をオープン
  - 社会貢献活動「ダイアナ フラワージェンヌ プロジェクト」開始
- 2011年
  - 北京戴雅娜貿易有限公司を設立
  - “ブラジャーのサイズ世界一”ギネス認定
- 2012年 - 上海戴笋如貿易有限公司を設立
- 2016年
  - 銀座にリセ アパルトマンをオープン
  - 本社（東京都渋谷区）にTomigaya D-Squareをオープン
  - 中国・大連にNanshan D-Squareをオープン
- 2017年 - 有限会社リゼラを買収し、株式会社リゼラアンドコーを設立[3]
- 2018年
  - 株式会社Dサクセッションパートナーズを設立[4]
  - 一般財団法人日本次世代企業普及機構 ホワイト企業認定
- 2018年6月26日 -放課後の小学生を対象にした食育スクール事業を開始[5]

## 取引銀行
- 株式会社みずほ銀行
- 株式会社三井住友銀行
- 株式会社商工組合中央金庫
- みずほ信託銀行株式会社
- 株式会社横浜銀行

## 各拠点（支社・その他）
- 北海道・東北支社（Sapporo Branch） - 北海道札幌市中央区南1条西6丁目21-1 センチュリーヒルズ3階
- 北海道・東北支社（Sendai Base） - 宮城県仙台市宮城野区名掛丁205-1 広瀬通SEビル6階
- 北関東・中越支社 - 東京都渋谷区富ケ谷1-35-23 ダイアナ本社ビル
- 南関東・甲信支社 - 東京都渋谷区富ケ谷1-35-23 ダイアナ本社ビル
- 東海支社（Nagoya Base） - 愛知県名古屋市中村区名駅南1-16-28 NMF名古屋柳橋ビル3階
- 関西支社（Osaka Base） - 大阪市中央区西心斎橋2-2-3 EDGE心斎橋ビル12階
- 九州・沖縄支社（Fukuoka Base） - 福岡県福岡市博多区博多駅前2-20-1 大博多ビル7階
- 九州・沖縄支社（Okinawa Branch） - 沖縄県那覇市松尾1-19-1 合人社沖縄県庁前アネクス
- 品質･美容健康研究所 - 東京都渋谷区富ヶ谷1-35-23
- 商品本部（物流センター） - 滋賀県野洲市三上1244

### プロポーションギャラリー
- プロポーションギャラリー仙台 - 宮城県仙台市宮城野区名掛丁205-1 広瀬通ＳＥビル6階
- プロポーションギャラリー表参道 - 東京都渋谷区神宮前4-7-1 Lycée Appartement Omotesando D-Square
- プロポーションギャラリー名古屋 - 愛知県名古屋市中村区名駅南1-16-28 NMF名古屋柳橋ビル3階
- プロポーションギャラリー心斎橋 - 大阪府大阪市中央区西心斎橋2-2-3 A-PLACE心斎橋ビル 12階（旧EDGE心斎橋ビル）
- プロポーションギャラリー博多 - 福岡県福岡市博多区博多駅前2-20-1 大博多ビル7階

## 店舗
- Tomigaya D-Square / 富ヶ谷Dスクエア［ライフスタイルショップ］-〒151-0063 東京都渋谷区富ヶ谷1-35-23
- Lycée Appartement Omotesando D-Square［ライフスタイルショップ］-〒150-0001 東京都渋谷区神宮前4-7-1リセ アパルトマン 表参道Dスクエア
- ＋FT SUPREME.LA.LA / プラスエフティ シュープリーム ララ［アパレルブランド］
- charites / カリテス［トータルビューティサロン］-富ヶ谷D-Square店/表参道D-Square店/charites fam
- Shiny Owl / シャイニーアウル［オーガニックダイニング＆カフェ］-Shiny Owl HEALTH NUT /表参道D-Square店
- Lizera & Co. / リゼラアンドコー［フットケア＆ネイルサロン］-恵比寿店/池袋店/表参道店/御茶ノ水店/富ヶ谷店
- THE CHIC / ザ シック [アパレルブランド] –たまプラーザ テラス店
- D-Square Laundry / ディースクエア ランドリー [ランドリー] -富ヶ谷店
- The Core of D / ザ コアオブディー [シェアオフィススペース]
- ダイアナ バーチャル＆フォトスタジオ[レンタルスタジオ]

## 活動内容
- 年代別ゴールデン・プロポーションコンテスト  - 商品を利用して一年以内の利用者を対象として行われる、出場者のプロポーションなどを競う大会。主催は一般社団法人 日本プロポーション協会。審査基準はプロポーションの変化度、全体のプロポーションバランス度、体重と各部位の変化バランス度、プロポーション変化の期間、意識（内面）の変化／健康度。第1回開催は1990年。全国各地での地区大会、更に8都市9大会で行われる決勝大会があり、決勝大会の優秀者が全国大会に進むことができる。全国大会は1999年から横浜アリーナにて同一会場で継続して行われている。全国大会の審査員として相川七瀬、ゲストとして一青窈が参加。決勝大会のゲストとしてAISHAが参加。[6][7]
- 年代別Ｄ-Styleコンテスト  - 一般社団法人 日本プロポーション協会が認定したゴールデン・プロポーション倶楽部会員の中で、ダイアナ社が定めるゴールデン・プロポーションになり、プロポーションを維持している志願者が対象のコンテスト。主催は年代別ゴールデン・プロポーションコンテストと同じく一般社団法人 日本プロポーション協会。年代別ゴールデン・プロポーションコンテスト、年代別Ｄ-Styleコンテストともに20代の部、30代の部、40代の部、50代の部、60代以上の部の5つの部に分かれている。[8]
- ゴールデン・プロポーション  - ダイアナ社が独自に年齢と身長を元に定めている、理想的な体型のこと
- D-Style  - ダイアナ社では、外見と内面の美しさを兼ね備えしとやかで品格の高い女性＝淑女（レディ）の人生を「美しくなる人生。」としており、D-Styleとは、この「美しくなる人生。」を歩むことをいう。
- 全国のサロンやプロポーションギャラリー、本社などを共通化するロゴ・ビジュアル・ネームの展開をして、ブランド価値向上に努めている。
- 「ダイアナ ウェブショップ」にて自社製品の販売を行なっている。ICT（Information and Communication Technology：情報通信技術の略）を活用し、顧客のライフスタイルに合わせた事業展開を進めている。
- ダイアナ ゴールデンシルエットバランス コンテスト-ダイアナアサロン所属のディアナージュカウンセラーとウィッグサポーターが、モデルとなるメンバーの“なりたいわたし”を叶えるために、チームワークとスキルを競う。地区大会、書類選考から選出された各チームが全国各地で開催される決勝大会に出場。主催は一般社団法人 日本ケアビューティー協会、協力は学校法人 日美学園 日本美容専門学校。全国8都市で開催される。
- プロポーションギャラリー-　3Dボディスキャナーを活用したプロポーションカウンセリングや試着体験ができる。プロポーションコンサルタントが、ひとりひとりのお客様のプロポーションに関する悩みや相談を受け付けている。表参道、心斎橋、名古屋、博多、仙台の5拠点で実施。
- 運営するアパレルブランド「シュープリーム ララ」は2020年にブランドコンセプトの一新を行った。これに合わせ、同年5月14日から16日に『2020 Autumn Collection Powered by Diana DX(Digital Transformation)』というコンセプト一新後初の新作展示会も実施した。[9]

## 関連会社
- 中国ダイアナ - ダイアナ社の中国支社である。所在地は上海市长宁区茅台路567号
- 株式会社Dサクセッションパートナーズ(英文名称：D Succession Partners, Inc.) - 事業承継の促進やM&A支援を目的にM&A仲介事業会社2018年2月に設立。代表取締役会長は徳田 充孝、代表取締役社長は高畑 公志
- 株式会社リゼラアンドコー - フットケアサロンを運営する有限会社リゼラ(代表取締役 松山秀子)を買収し、株式会社リゼラアンドコーと社名変更。事業継承仲介は東京都事業引継ぎ支援センター
- 株式会社Dブリリアントパートナーズ - 2018年2月9日に生命保険・損害保険を中心とするFP事業とダイアナ本社主催の各種ツアーやイベント案件の企画手配を中心にチーフ、メンバー個人的な旅行の手配やサロンごとのツアー、イベントの企画手配を行うMICE事業を目的として設立。代表取締役社長は福田 正文
- charites - 美容室を運営するcharis（渋谷区富ヶ谷）が2017年8月の二号店（渋谷区表参道）オープンに伴い社名をcharitesに変更。表参道店はProportion Gallery Omotesando と同じLycée Appartement Omotesando D-Square内にて営業を行っている。
- 2020年5月12日にダイアナフランチャイズサロンを併設したモデル店舗「charites with Diana」をオープン。ダイアナのフランチャイズサロンの開業スタイルの１つとして提案する「兼業サロン」のモデル店舗として活用される。[10]
- Supreme.La.La.(シュープリーム ララ) – 2016年12月1日より株式会社大西(大阪府大阪市中央区、代表取締役社長：大西　寛)より事業譲受し、ダイアナ社が運営を継続。ECでの商品販売の他に、Lycée Appartement Omotesando D-Square内に実店舗を構えている。[11]

## 業務提携
- 2018年3月26日にバッグシェアサービス「ラクサス」を運営するラクサス・テクノロジーズ社(本社：広島県広島市、代表取締役社長：児玉 昇司)と業務を提携。[12]
- 2020年4月10日に誰でも服をデザインし生産することができる３D衣服シミュレーション技術を持つクチュールデジタル株式会社（本社：大阪市中央区、代表取締役CEO：森田修史）と業務提携を締結。[13]

## 関連団体
- 日本プロポーション協会  - 1990年6月に設立し、2010年7月に一般社団法人化したプロポーションに関連する継続教育や学術的研究を目的とする団体である。主にボディチェックによる体型データの収集支援や3Dボディスキャナーによる立体的可視化、データの収集支援・学術的利用などを行う。その他にプロポーションコンテストを開催しており、「年代別ゴールデン・プロポーションコンテスト」「年代別Ｄ－Ｓｔｙｌｅコンテスト」を開催している。2017年のプロポーションアワード全国大会の出場人数は115名である。
- 日本ビューティーウィッグ協会 - 2015年9月に設立し、ビューティーウィッグの開発・普及を推進することを目的とする一般社団法人である。主にビューティーウィッグに関する調査と研究などを行う。
- 日本ケアビューティー協会 - 2017年11月に設立し、フットケアサービス、ネイルの開発・普及を推進することを目的とする一般社団法人である。主にフットケア・ネイルに関する調査と研究などを行う。

## CSR活動
- 認定NPO法人J.POSHのピンクリボン運動を支援し「設立15周年記念感謝状」を受領
- 日本乳がんピンクリボン運動[14]、子宮頸がん啓発キャンペーン協賛としてグッズ販売・募金活動を実施
- 東日本大震災復興支援チャリティイベントSmile Stage[15]を主催
- 途上国支援としてNGO プラン・インターナショナル Because I am a Girl キャンペーン[16]の活動支援を実施
- 一般社団法人ティール＆ホワイトリボンプロジェクト[17]（子宮頸がん啓発キャンペーン）への協賛実施

## スポンサー活動
- 神奈川県横浜市に本拠地を置く女子サッカーチーム「ニッパツ横浜FCシーガルズ」のオフィシャルクラブトップパートナーとして同チーム発足時の2013年からパートナー契約を結んでいる[18]。
- 2020年にサーフィン日本代表チーム「波乗りジャパン」との協賛（スポンサー）契約を締結。「波乗りジャパン」は世界選手権や世界ジュニア選手権に派遣されるサーフィン日本代表チームや、一般社団法人日本サーフィン連盟強化指定選手の愛称である。[19]

### テレビ番組
- テレビ朝日系『ビートたけしのTVタックル』（1990年代後半頃に提供）
- ABCテレビ制作・テレビ朝日系『朝だ!生です旅サラダ』（2012年頃に提供）
- MBS制作・TBS系『サタデープラス』（2018年4月7日放送分から提供[20]

## 商品

### プロポーション（補整下着）
- ダイアジェンヌ ボディスーツ

- ダイアジェンヌ　ブラジャー

- ダイアジェンヌ　ハーフカップブラジャー

- ダイアジェンヌ　ブラジャー（授乳期用）

- ダイアジェンヌ　ガードル

- ダイアジェンヌ　パーフェクトロングガードル

- ダイアジェンヌ　コルセット

- ダイアジェンヌ　ショーツ

- ダイアジェンヌ　ハイウエストショートガードル

- 低反発ブラパッド

- リセ グラマラス　セミロングブラジャー

- リセ グラマラス　シェイプキャミソール

- リセ グラマラス ガードル

- リセ グラマラス　ショートガードル（ローライズ）

- リセ グラマラス　ショーツ（レギュラー丈）

- リセ グラマラス　ショーツ（ローライズ丈）

- ピュアグランデNo.140

### ボディケア用品
- ノエマ プロ ボディスクラブ

- ノエマ プロ ボディウオッシュ

- ノエマ プロ ボディマッサージジェル

- ノエマ プロ ファーミングローション

- ノエマ プロ デコルテアンドバストローション

- ノエマ プロ シルキークリーム

- ノエマ プロ ボディクリーム

- ノエマ プロ ボディエステⅡ

- ノエマ プロ エイチチャージスパ メグリール

### 部分補整用品
- ウエストニッパー

- レッグニッパー（ひざ下用）

- バンテージ

- ヘルツバイン No.260 レディース

- ニューアームグランデ

- ニュークリスタルデイ ハードタイプ

- ニュークリスタルデイ ソフトタイプ

### ナイト用補整用品
- ナイトジェンヌ ナイトブラ

- ナイトジェンヌ ナイトブラタンクトップ

- ナイトジェンヌ ナイトガードル

- ナイトジェンヌ ナイトロングオープントゥ

### 高機能サポートウェア
- ダイアナウェルネス RS-Protection レディースロングパンツ

- ダイアナウェルネス レディースオーバーパンツ

### インソール
- ディアンジェ インソール

### ヘルシーフード
- セルディア-i スープ [プレーン]

- セルディア-i スープ [ポテトオニオン]

- セルディア-i シェイク [リンゴ]

- セルディア-i シェイク [ショコラ]

- セルディア-soy スープ [コーン]

- セルディア-soy スープ [カリー]

- セルディア-soy シェイク[キウイ]

- セルディア-cake[プレーン]

- ディエッタパーネ

- リズミエット バイタル

- バオグリーン ファイバー プレーン味

- バオグリーン ファイバー抹茶味

- バオグリーン ファイバー ファミリーパック

- バオグリーン ファイバー抹茶味 ファミリーパック

- ランティブ

- 陽紅寿ai-Function a

- カロフィックス

- カロフィックス ファミリーパック

- スウェリー

- リナチュア

- ディアナージュ ディアパナセ アップ

- ディアナージュ プラシルク タブレット アクセル

- ディアナージュ プラシルク ドリンク アクセル

### コスメティック
- ケキュア クレンジングクリーム

- ケキュア フェイスフォーム

- ケキュア ローション

- ケキュア セラム

- ケキュア クリーム

- ケキュア マッサージクリーム

- ディアナージュ ケキュア リップエッセンス

- ディアナージュ ルナブラン クレンジングミルク

- ディアナージュ ルナブラン フェイスフォーム

- ディアナージュ ルナブラン ホワイトニングローション

- ディアナージュ ルナブラン ホワイトニングセラム

- ディアナージュ ルナブラン ホワイトニングクリーム

- ディアナージュ ルナブラン クリアマスク

- レリティス クレンジングオイル

- レリティス フェイスフォーム

- レリティス ローション

- レリティス セラム

- レリティス クリーム

- ディアナージュ ダイアナ プレステージクリーム ラヴィス

- ディアナージュ プラセオリー グラン

- ディアナージュ アグレス リンクルクリーム

- ディアナージュ エスプリフト

- ディアナージュ リネイター

- ディアナージュ 3D ファストアクティブ マスク Ⅱ

- ディアナージュ ユイール

- ディアナージュ ビジュ ムー ハンドエッセンス

- ディアナージュ サンプロテクター

- ディアナージュ ブライダルベール UVケアミルク

- ディアナージュ ケキュア コントロールベース

- ディアナージュ ケキュア リキッドファンデーション

- ディアナージュ ケキュア コンシーラー

- ディアナージュ ケキュア ルーセントパウダー

- ディアナージュ ケキュア ルーセントパウダー レフィル

- ディアナージュ ケキュア パウダーファンデーション

- ディアナージュ ケキュア アイブロウ＆シャドー

- ディアナージュ ケキュア リキッドアイライナー

- ディアナージュ ケキュア ボリュームアップマスカラ

- ディアナージュ ケキュア チークカラー

- ディアナージュ ケキュア シルクフォーカスパウダー

- ディアナージュ ケキュア メイクアップリムーバー

- ディアナージュ ケキュア プレミアムコットン

- ディアナージュ ケキュア ブラッシュ

- ディアナージュ ケキュア ルーセントパウダーパフ（2個入）

- ディアナージュ アイラッシュ エッセンス〈まつ毛美容液〉

- モイスチャーパックシート

- ディアナージュ クチュール

### ヘアケア
- サターシェ リュクス スカルプクレンジングシャンプー

- サターシェ リュクス モイスチャートリートメント

- サターシェ リュクス ダメージケアシャンプー

- サターシェ リュクス ダメージケアトリートメント

- サターシェ 薬用育毛エッセンス（医薬部外品）

- ディアンジェ ウィッグ ドレス 部分用ウィッグ 分け目用

- ディアンジェ ウィッグ ドレス 部分用ウィッグ （つむじ用フロント・つむじ用バック）

- ディアンジェ ウィッグ ドレス 部分用ウィッグ 全体用

- ディアンジェ ウィッグ ドレス 部分用ウィッグ 全体用ロング

- ディアンジェ ウィッグ ドレス 部分用ウィッグ サイドトップ用

- ディアンジェ ウィッグ ドレス 部分用ウィッグ レフトバランス サイドトップ用

- ディアンジェ ウィッグ ドレス 部分用ウィッグ ライトバランス サイドトップ用

- ディアンジェ フルウィッグ ドレス フェアリーショート

- ディアンジェ フルウィッグ ドレス フェアリーミディアム

- ディアンジェ フルウィッグ ドレス フェアリーボブ

- ディアンジェ ウィッグ 泡のシャンプー

- ディアンジェ ウィッグ スタイリングミストプラス

- ディアンジェ ウィッグ ブラシ

- ディアンジェ ウィッグ オリジナルキャリーケース

- ディアンジェ ウィッグ スタンド

- ディアンジェ タオル

- フルウィッグ用アンダーキャップ

- フルウィッグ用ウィッグスタンド

- ウィッグ用シリコンテープ

### ビューティアイテム
- プラチナ美ウォーター

- クリアスマイル デンタルエッセンス

- ディアンジェ シャワーエステ

- ディアンジェ フェイストレーナー

- ディアンジェ レコレーム ショー

- ディアンジェ リピュール ミスト

### 新ブランド
- フェミール シフォン フォーム

### メンズ
- エスポワールド メンズガードル

- エスポワールド ブリーフ

- エスポワールド メンズウエストニッパー

- エスポワールド フィットネスパンツ ショート

- エスポワールド フィットネスパンツ ロング

- ヘルツバイン No.260 メンズ

- ダイアナ ウェルネス RS-Protection メンズロングパンツ

- ダイアナ ウェルネス RS-Protection メンズハーフパンツ

- ディアナージュ メン フェイスフォーム

- ディアナージュ メン オールインワンセラム

### 洗濯/食器兼用複合石けん
- ディアウォッシュハート

### ネイルケア
- プライムネイル